# Iouf
Pour l’article homonyme, voir Iouf (prêtre).
Iouf est une forme du soleil, plus précisément d'Atoum, lorsqu'il parcourt les régions souterraines, le ciel nocturne. Il est figuré au Nouvel Empire dans les scènes funéraires des tombes de la vallée des Rois et aussi dans celles de la vallée des Reines, où Iouf, assimilé à la défunte (tombe de Néfertari ou de Bentanta) est assisté d'Isis et de Nephtys.
Au nadir du périple solaire, se déroule une fusion théologiquement très importante, la fusion de l'énergie d'Osiris, latente, qui se réveille et celle d'Atoum-Rê, en transformation, qui se recharge. Ces énergies — ou plutôt bas — sont totalement opposées et entrent en contact. Cette fusion fait d'Atoum-Rê un dieu funéraire et fait absorber par Osiris des fonctions solaires. Cette opération permettra au soleil de se recharger, d'achever sa transmutation et de renaître à l'horizon oriental. Ces échanges et transformations correspondent à l'espoir des trépassés qui voudraient repasser le seuil existentiel dans le sens mort-vie et renaître. On trouve dans la tombe de Néfertari la formule : « Osiris se repose en Rê et Rê se repose en Osiris ». On dit aussi qu'Osiris est « hier » et Rê est « demain ». 
Iouf désigne aussi un groupe de singes protecteurs du défunt qui figurent dans les tombeaux de la vallée des Reines. Le fait qu'ils soient armés indique leur rôle de défenseur du mort ; avec Hememèt ces singes veillent sur la transformation du défunt. Ils sont probablement en relation avec les transformations d'Atoum et avec l'Iouf, forme d'Atoum.